# Росман (Северна Каролина)
Росман (енгл. Rosman) град је у америчкој савезној држави Северна Каролина.

## Демографија
По попису из 2010. године број становника је 576, што је 86 (17,6%) становника више него 2000. године.
| Група             | 2000.       | 2010.       |
| Белци             | 477 (97,3%) | 495 (85,9%) |
| Афроамериканци    | 0 (0,0%)    | 1 (0,2%)    |
| Азијати           | 1 (0,2%)    | 1 (0,2%)    |
| Хиспаноамериканци | 6 (1,2%)    | 60 (10,4%)  |
| Укупно            | 490         | 576         |